# 松田ペット
松田ペット（まつだペット）は、新潟県長岡市にあるペットショップ。手書きの看板が長岡市を中心に多数設置されている。略称は「松ぺ」。

## 概要
1973年、「松田商展」として創業。
犬・猫の販売、ペット用品の販売、ペット向けのサービスを行っている他、まちの駅としても登録されている。
看板のユニークな作風と数の多さが注目を集め、SNSを中心にファンによる情報交換がされている。

## 看板

「松田三連星」と呼ばれる典型的な看板（長岡市大島本町4丁目）

松田ペットの看板は一部のファンの間から「例の看板」と呼ばれ、これを集めた同人誌「例の看板 フォトグラフコレクション」も制作されている。この同人誌は人気があり、長岡市の書店「文信堂書店」で週間ベストセラー1位を記録したことがある他、2022年9月下旬にはカプセルトイ「マニア豆本」のラインナップの一つとして登場している。
当初は、扱っていた金魚とインコ、観賞魚飼育池用の照明付循環ポンプをデザインしたものだったが、その後、ヨークシャーテリアとビーグル、猫など人気の動物をあしらったデザインが登場した。
中でもビーグル、チワワ、ヨークシャーテリアの3犬種を集めた看板は社長のお気に入りであり、この三匹の犬が描かれた看板については、ファンからは人気アニメ「機動戦士ガンダム」に登場する「黒い三連星」になぞらえて「松田三連星」と呼ばれている。この3犬種は、1987年に株式会社「松田ペット」に組織変更した後に採用したもので、当時の売れ筋の犬種であった。
看板は2019年8月現在、約500枚あり、月に10枚程度、看板を新調している。また、同じ場所に看板を2枚または4枚張るスタイルを貫いている。看板は、長岡市や小千谷市、見附市、出雲崎町など、店から半径約10キロの道路沿いの建物などに社長が自ら設置している。
看板の絵は小千谷市にある「近藤看板店」の近藤忠男が主に担当し、1枚1枚が全て手書きである。当初は看板店が松田ペットが指定した動物の写真を見ながら看板を描いていたが、やがて見ないで描くようになったため、犬の向きやリボンの装飾などが看板ごとに異なる状態になってしまった。近藤は元々、看板職人であり、「犬は黒目が多いが、それでは面白くないから、白目の部分を増やして人間の目のようにした」と語っている。
2024年夏に近藤が高齢のために引退したが、松田保夫社長の友人で長岡市出身埼玉県在住のデザイナー・青柳謹一に事業継承されることになり、2025年1月に引き継ぎ式が行われた。